# Scolopendra gigantea
Scolopendra gigantea (còn được gọi là Rết chân vàng khổng lồ Peru và Rết khổng lồ Amazon) là đại diện lớn nhất của chi Scolopendra nói riêng và cả lớp rết nói chung, thường đạt độ dài 26 cm (10 in) và có thể vượt quá 30 cm (12 in).. Sinh sống ở khu vực phía bắc và tây của Nam Mỹ và các đảo Trinidad, Puerto Rico, Saint Thomas, U.S. Virgin Islands, Jamaica, và Hispaniola.

## Mô tả
Nó là loài ăn thịt, ăn côn trùng, thằn lằn, ếch, chim, chuột, và thậm chí cả dơi Nó cũng ăn tarantula. Cơ thể bao gồm 21 đến 23 phân đoạn đó là màu đồng, màu đỏ hoặc nâu trong màu sắc, với một đôi chân màu vàng-màu, chân thích hợp cho đi bộ nhanh chóng. Con rết đã sửa đổi các móng vuốt được gọi là forcipules đường cong xung quanh đầu của nó và có thể tiêm nọc độc vào con mồi của nó. Nọc độc cực mạnh, chứa histamine acetylcholine, và serotonin (trung gian đau), protease và một yếu tố cardiodepressant, là độc hại đối với con người và gây ra sưng nặng, ớn lạnh, sốt, và yếu. Mặc dù vết cắn đau đớn, chúng rất khó có thể gây tử vong cho con người.

## Hình ảnh

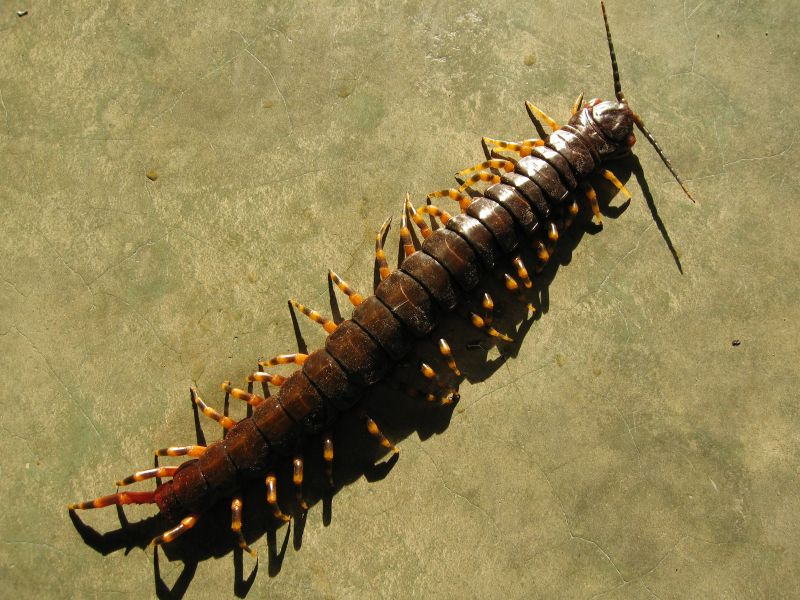
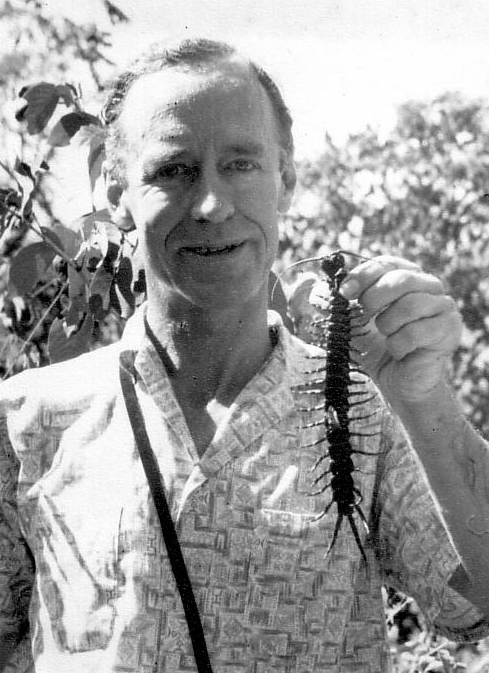
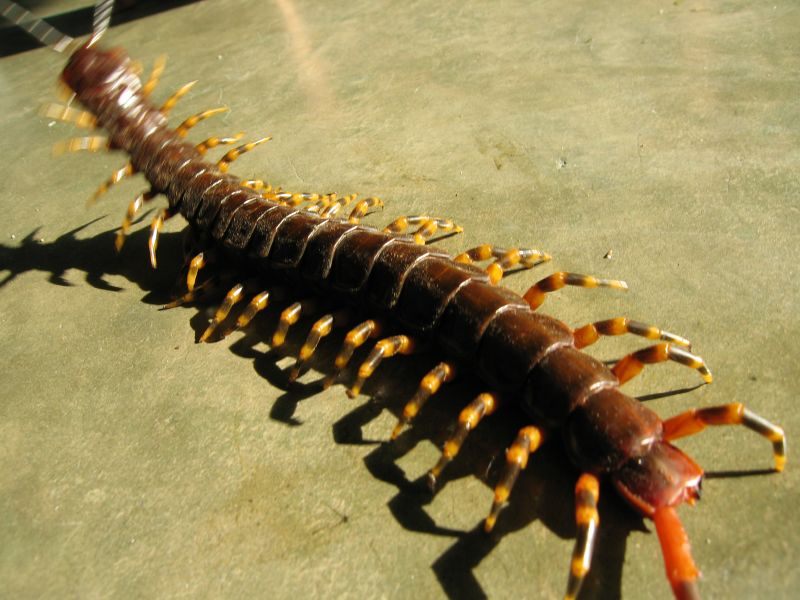
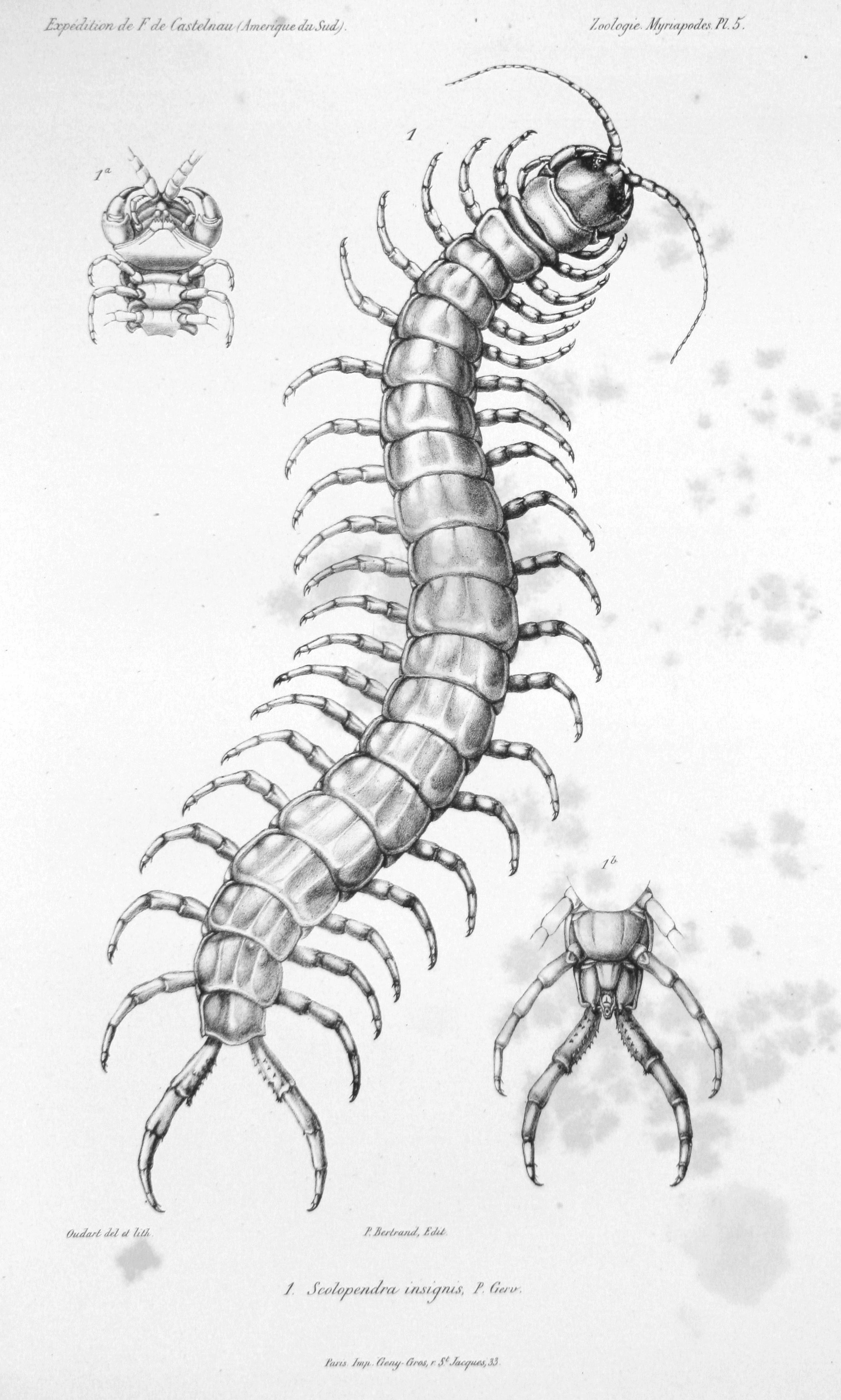